# Норт-Эль-Монте
Норт-Эль-Монте (англ. North El Monte) — статистически обособленная местность, расположенная в округе Лос-Анджелес (штат Калифорния, США) с населением в 3723 человека по данным переписи 2010 года.

## География
По данным Бюро переписи населения США статистически обособленная местность Норт-Эль-Монте имеет общую площадь в 1,04 квадратного километра, водных ресурсов в черте населённого пункта не имеется.
Статистически обособленная местность Норт-Эль-Монте расположена на высоте 101 метр над уровнем моря.

## Демография
| Год переписи                        | Нас. |       | %±   |
| ----------------------------------- | ---- | ----- | ---- |
| 1990                                | 3384 |       | —    |
| 2000                                | 3703 |       | 9,4% |
| 2010                                | 3723 |       | 0,5% |
| 2017                                | 3832 | [ 1 ] | 2,9% |
| 1990–2017 Источники:1990—2000, 2010 |      |       |      |

По данным переписи населения 2000 года в Норт-Эль-Монте проживало 3703 человека, 994 семьи, насчитывалось 1270 домашних хозяйств и 1302 жилых дома. Средняя плотность населения составляла около 3379,1 человека на один квадратный километр. Расовый состав Норт-Эль-Монте по данным переписи распределился следующим образом: 49,76 % белых, 0,76 % — чёрных или афроамериканцев, 0,27 % — коренных американцев, 52,17 % — азиатов, 0,05 % — выходцев с тихоокеанских островов, 2,78 % — представителей смешанных рас, 10,21 % — других народностей. Испаноговорящие составили 15,28 % от всех жителей статистически обособленной местности.
Из 1270 домашних хозяйств в 32,8 % — воспитывали детей в возрасте до 18 лет, 61,0 % представляли собой совместно проживающие супружеские пары, в 11,5 % семей женщины проживали без мужей, 21,7 % не имели семей. 17,9 % от общего числа семей на момент переписи жили самостоятельно, при этом 8,6 % составили одинокие пожилые люди в возрасте 65 лет и старше. Средний размер домашнего хозяйства составил 2,87 человека, а средний размер семьи — 3,23 человека.
Население статистически обособленной местности по возрастному диапазону по данным переписи 2000 года распределилось следующим образом: 23,0 % — жители младше 18 лет, 6,9 % — между 18 и 24 годами, 29,9 % — от 25 до 44 лет, 23,8 % — от 45 до 64 лет и 16,4 % — в возрасте 65 лет и старше. Средний возраст жителей составил 39 лет. На каждые 100 женщин в Норт-Эль-Монте приходилось 91,8 мужчины, при этом на каждые сто женщин 18 лет и старше приходилось 88,6 мужчины также старше 18 лет.
Средний доход на одно домашнее хозяйство в статистически обособленной местности составил 48 583 доллара США, а средний доход на одну семью — 80 000 долларов. При этом мужчины имели средний доход в 45 195 долларов США в год против 28 125 долларов среднегодового дохода у женщин. Доход на душу населения в статистически обособленной местности составил 19 192 доллара в год. 6,2 % от всего числа семей в округе и 7,4 % от всей численности населения находилось на момент переписи населения за чертой бедности, при этом 14,4 % из них были моложе 18 лет и 4,5 % — в возрасте 65 лет и старше.